# Ledsham, Cheshire
Ledsham är en ort och civil parish i Storbritannien.   Den ligger i kommunen Cheshire West and Chester i riksdelen England, i den södra delen av landet, 270 km nordväst om huvudstaden London. Ledsham ligger 45 meter över havet och antalet invånare är 181.
Terrängen runt Ledsham är platt.Runt Ledsham är det tätbefolkat, med 266 invånare per kvadratkilometer. Närmaste större samhälle är Liverpool, 16,0 km norr om Ledsham. Trakten runt Ledsham består i huvudsak av gräsmarker.